# Macoszyn (przystanek kolejowy)
Macoszyn (ukr. Мацошин, ros. Мацошин) – przystanek kolejowy w miejscowości Macoszyn, w rejonie lwowskim, w obwodzie lwowskim, na Ukrainie. Leży na linii Lwów – Rawa Ruska – Hrebenne.
Przystanek istniał przed II wojną światową.